# Willie Weeks
Willie Weeks (Salemburg, Carolina del Norte, Estados Unidos, 5 de agosto de 1947) es un bajista de funk y soul estadounidense.

## Carrera
Nacido en Salemburg, Carolina del Norte en un entorno rural, Weeks creció oyendo los éxitos del country, pop y rhythm and blues. A los 12 años formó una pequeña banda de gospel en la que cantaba y tocaba una guitarra que había fabricado para sí mismo. Progresivamente, y conforme la banda iba acumulando actuaciones, fue adaptándose al bajo eléctrico, adoptando finalmente el modelo estándar de los músicos de la época, esto es, el Precision Bass. 
Durante los años 60 Weeks participó en un sinfín de bandas procedentes de diferentes ciudades norteamericanas hasta que, finalmente, conoció al cantante y pianista Donny Hathaway, un artista que resultaría clave en su carrera. Weeks viaja entonces a Puerto Rico, a Nueva York y a Londres, donde participa en la grabación del primer disco en solitario de Ron Wood y acompaña al ex-Beatle George Harrison en su gira de 1974.
A finales de los 70 y hasta principios de la década siguiente, Weeks disfrutó de un gran éxito como músico de sesión, acompañando a artistas como Donny Hathaway o los Doobie Brothers. Tras la muerte de su esposa se traslada primero a Los Ángeles y posteriormente a Nashville, donde se establece finalmente en 1984. En la capital del Country, Weeks se hace un hueco como músico de estudio, grabando para Wynnona Judd o Lyle Lovett, al tiempo que continúa su carrera como sideman al lado de músicos tan prestigiosos como John Scofield o Eric Clapton.

## Valoración y colaboraciones
Willie Weeks, cuyo estilo se caracteriza por el uso de imaginativas líneas, grueso tono y un fuerte sentido del groove, ha sido uno de los bajistas de sesión más solicitados de todos los tiempos. Su solo de tres minutos y medio en el tema Voices Inside (Everything Is Everything) del álbum Donny Hathaway Live (1972) se ha considerado uno de los solos de bajo más influyentes de la historia del instrumento por su expresión melódica, su claridad estructural y su carga emocional.
Entre los muchos artistas con los que ha grabado o a los que ha acompañado se encuentran, entre otros, Gregg Allman, David Bowie, Clarence "Gatemouth" Brown, Jimmy Buffett, Kevin Chalfant, Eric Clapton, Hank Crawford, Robert Cray, The Doobie Brothers, Aretha Franklin, Vince Gill, George Harrison, Billy Joel, Wynonna Judd, B.B. King, Lyle Lovett, Michael McDonald, Don McLean, John Mayer, Bette Midler, Randy Newman, Pino Palladino, John Scofield, Carly Simon, Rod Stewart, The Rolling Stones, James Taylor, Richard and Linda Thompson, Joe Walsh, Bobby Womack, Leon Russell, Stevie Wonder, Ronnie Wood, Soulive o Eikichi Yazawa.